# Batalion Szkolny 8 Pułku Piechoty (III Rzesza)
Batalion szkolny 8 Pułku Piechoty (niem. Ausbildungs-Bataillon vom Infanterie-Regiment 8) – szkolna jednostka organizacyjna wojska okresu III Rzeszy. W latach 1932–1934 skoszarowany w Legnicy (Liegnitz), w VIII Okręgu Wojskowym.
Jesienią 1934 na jego bazie powstał Batalion Szkolny 54 pułku piechoty w Głogowie (Glogau).